# Confetti's
 (février 2023).
Si vous disposez d'ouvrages ou d'articles de référence ou si vous connaissez des sites web de qualité traitant du thème abordé ici, merci de compléter l'article en donnant les références utiles à sa vérifiabilité et en les liant à la section « Notes et références ».
Confetti's est un groupe belge de musique électronique emblématique de la new beat et de la house — formé en 1988 — issu du club du même nom. 
Composé d'un chanteur principal, Peter Renkens (en) (20 juillet 1967 - 14 février 2023), et de ses quatre danseuses (Marleen, Tania, Hilde et Daniella), le groupe rencontre un grand succès dans toute l'Europe.

## Historique
En 1988, Serge Ramaekers et Dominique Sas travaillaient sur une campagne publicitaire afin de mettre en vue le club "Confetti's" situé à Brasschaat près d’Anvers. 
Ils proposèrent à Peter Renkens, serveur au club, de devenir le visage de cette campagne. Ils créèrent alors le groupe "Confetti's" composé de Peter et de quatre danseuses (Marleen, Tania, Hilde et Daniella, ce sont en fait des clientes du Confetti's) et enregistrèrent un premier titre en studio sans savoir qu'il deviendra un classique du mouvement New Beat : « The Sound of C » ("C" correspondant à la première lettre du club "Confetti's"). Ce titre est certainement le plus connu du groupe, le single est certifié disque d'argent et s'est vendu à 296 000 exemplaires.
Le tournage du clip s'effectua dans une rue commerçante d'Anvers dans laquelle le groupe avait été lâché. On pouvait y voir Peter habillé en gendarme belge, se trémousser dans la rue accompagné de ses quatre danseuses devant des centaines de passants médusés. L'uniforme de Peter fait partie de sa collection privée. En effet, il collectionnait les uniformes de la gendarmerie belge.
Vu le succès rencontré, le groupe a ensuite entamé une tournée mondiale afin de promouvoir la New beat.
Suivirent plusieurs titres qui connurent un franc succès comme « C in China », dont certains passages sont un sample des "Concerts en Chine" de Jean-Michel Jarre. Mais aussi « C Day » et « Circling Stars (Jingle bells) ». D'autres titres eurent moins d'impact comme « C Countdown » ou encore « Keep smiling ».
À la suite d'une brouille entre Peter Renkens et Serge Ramaekers, l'aventure du groupe prend fin en 1991 avec le megamix. Confetti's, véritable géant de la New beat, était le plus grand ambassadeur du mouvement en Europe, et a réussi à imposer son style et un look qui variait de titre en titre.
Quelque temps après la séparation de Confetti's, Peter Renkens et quelques-unes de ses danseuses tentent de revenir sous le nom de C-Mobility. Ils ne produiront qu'un seul titre : « Kozack House ». 
En 2006, le groupe Radioclit remixe « The Sound of C ».

## The New Confetti's
Au début de 2009, l'acte a été relancé comme un acte hommage sous le nom adapté «Les Confettis», avec l'artiste qui à l'époque était l'inspiration pour le groupe et fondateur de la nouvelle danse rythmique, à savoir Geert. Il avait déjà été approché pour le groupe à l'époque et avait déjà fait des persiflages sur divers nouveaux actes underground underground qui ont été mis en place dans les années 1980[pas clair]. Il eut beaucoup de succès avec. La vidéo de sa tournée a été utilisée à plusieurs reprises comme source d'inspiration pour la première programmation de Confetti.
Geert a assumé l'acte et avec son partenaire, il a développé un concept nostalgique et contemporain avec de nouveaux danseurs. L'acte a connu de nouvelles évolutions en collaboration, d'abord avec USA Import Music et plus tard avec La Musique du Beau Monde. En 2014, un remix single du Sound of C est sorti avec une refonte de X-Tof.
En 2019, le concept a subi une expansion sous le nom de Confettis 2.0. Avec ses danseuses / chanteuses, Geert apporte un acte de fête avec l'évolution de la musique des années 80 aux années 90. Un concept qui est présenté lors de petits et grands événements avec l'expérience de nombreuses grandes performances nationales et internationales, le public en musical et l'extase visuelle.

## Discographie

### Albums
- 92, Notre Premier Album (1990)
- 92, Our First Album (1990)
- Best Of (2001)

### Singles
- The Sound Of C (1988)
- C In China (1989)
- C Day (1989)
- Basic Theme (1989)
- C Countdown (1989)
- Keep Smiling (1989)
- Circling Stars (Jingle Bells) (1989)
- Megamix (1990)
- Put'M Up (Your Hands) (1990)
- The Sound Of C (2006)